# Doncourt-aux-Templiers
Pour les articles homonymes, voir Doncourt et Ordre du Temple.
Doncourt-aux-Templiers est une commune française située dans le département de la Meuse, en région Grand Est.

## Géographie

### Hydrographie

#### Réseau hydrographique
La commune est dans le bassin versant du Rhin au sein du bassin Rhin-Meuse. Elle est drainée par le ruisseau la Seigneulle et le ruisseau de Remonville,.
La Seigneulle, d'une longueur de 23 km, prend sa source dans la commune de Saint-Maurice-sous-les-Côtes et se jette  dans le Longeau à Brainville, après avoir traversé huit communes. 

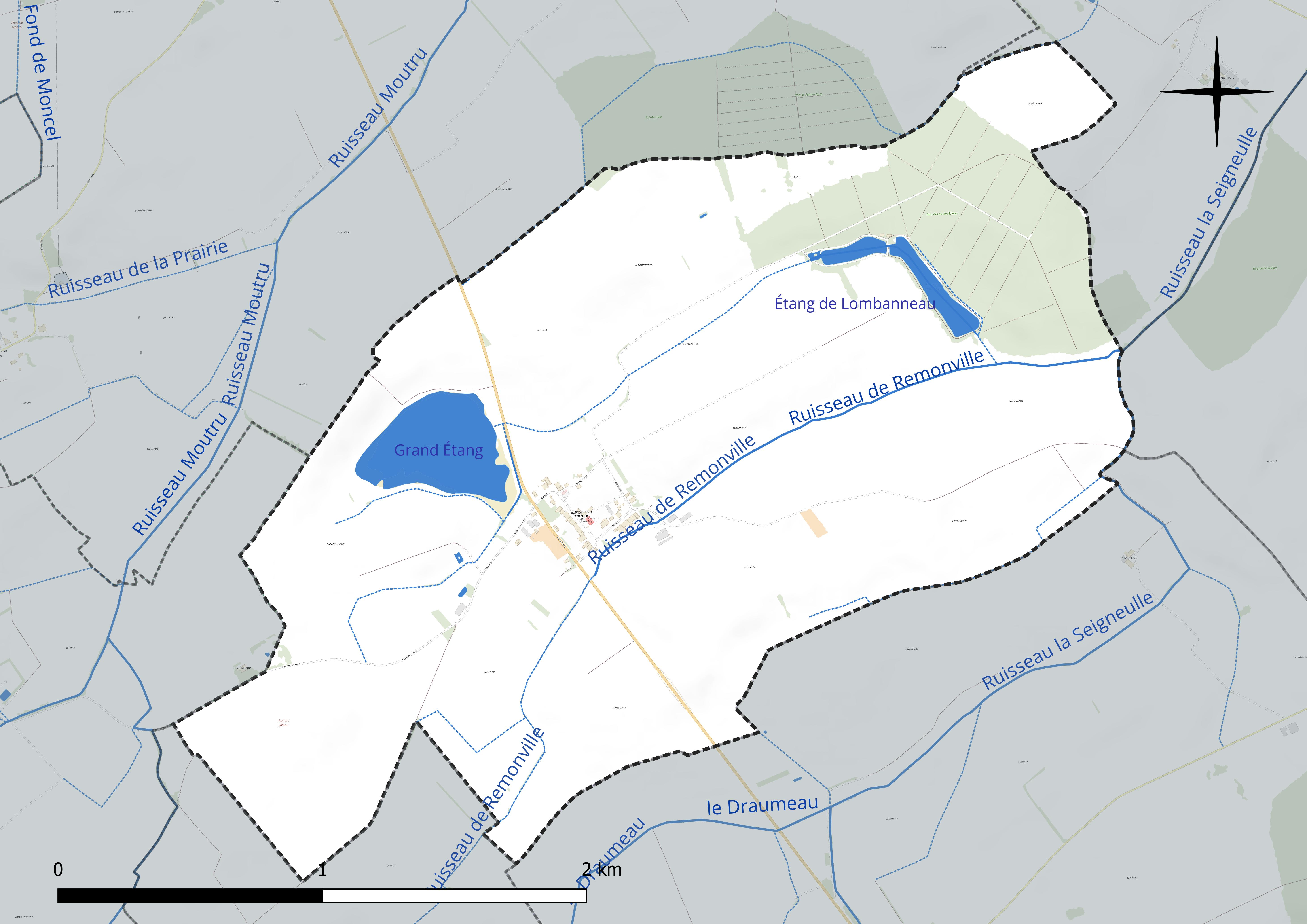
Réseau hydrographique de Doncourt-aux-Templiers.

Deux plans d'eau complètent le réseau hydrographique : le Grand étang (16 ha) et l'étang de Lombanneau (3,2 ha),.

#### Gestion et qualité des eaux
Le territoire communal est couvert par le schéma d'aménagement et de gestion des eaux (SAGE) « Bassin ferrifère ». Ce document de planification concerne le périmètre des anciennes galeries des mines de fer, des aquifères et des bassins versants hydrographiques associés qui s’étend sur 2 418 km2. Les bassins versants concernés sont celui de la Chiers en amont de la confluence avec l'Othain, et ses affluents (la Crusnes, la Pienne, l'Othain), celui de l'Orne et ses affluents et celui de la Fensch, le Veymerange, la Kiesel et les parties françaises du bassin versant de l'Alzette et de ses affluents (Kaylbach, ruisseau de Volmerange). Il a été approuvé le 27 mars 2015. La structure porteuse de l'élaboration et de la mise en œuvre est la région Grand Est. 
La qualité des cours d’eau peut être consultée sur un site dédié géré par les agences de l’eau et l’Agence française pour la biodiversité. 

### Climat
Pour des articles plus généraux, voir Climat du Grand Est et Climat de la Meuse.
En 2010, le climat de la commune est de type climat des marges montargnardes, selon une étude du Centre national de la recherche scientifique s'appuyant sur une série de données couvrant la période 1971-2000. En 2020, Météo-France publie une typologie des climats de la France métropolitaine dans laquelle la commune est exposée à un climat océanique altéré et est dans la région climatique  Lorraine, plateau de Langres, Morvan, caractérisée par un hiver rude (1,5 °C), des vents modérés et des brouillards fréquents en automne et hiver. 
Pour la période 1971-2000, la température annuelle moyenne est de 9,7 °C, avec une amplitude thermique annuelle de 16,5 °C. Le cumul annuel moyen de précipitations est de 849 mm, avec 12,6 jours de précipitations en janvier et 9,1 jours en juillet. Pour la période 1991-2020, la température moyenne annuelle observée sur la station météorologique de Météo-France la plus proche, « Bonzée_sapc », sur la commune de Bonzée à 10 km à vol d'oiseau, est de 10,6 °C et le cumul annuel moyen de précipitations est de 783,7 mm. 
La température maximale relevée sur cette station est de 40,6 °C, atteinte le 24 juillet 2019 ; la température minimale est de −17,3 °C, atteinte le 7 février 2012,,. 
Les paramètres climatiques de la commune ont été estimés pour le milieu du siècle (2041-2070) selon différents scénarios d'émission de gaz à effet de serre à partir des nouvelles projections climatiques de référence DRIAS-2020. Ils sont consultables sur un site dédié publié par Météo-France en novembre 2022.

## Urbanisme

### Typologie
Au 1er janvier 2024, Doncourt-aux-Templiers est catégorisée commune rurale à habitat très dispersé, selon la nouvelle grille communale de densité à sept niveaux définie par l'Insee en 2022.
Elle est située hors unité urbaine et hors attraction des villes,.

### Occupation des sols
L'occupation des sols de la commune, telle qu'elle ressort de la base de données européenne d’occupation biophysique des sols Corine Land Cover (CLC), est marquée par l'importance des territoires agricoles (89,9 % en 2018), une proportion identique à celle de 1990 (89,9 %). La répartition détaillée en 2018 est la suivante : 
terres arables (77,4 %), prairies (12,5 %), forêts (10,1 %). L'évolution de l’occupation des sols de la commune et de ses infrastructures peut être observée sur les différentes représentations cartographiques du territoire : la carte de Cassini (XVIIIe siècle), la carte d'état-major (1820-1866) et les cartes ou photos aériennes de l'IGN pour la période actuelle (1950 à aujourd'hui).

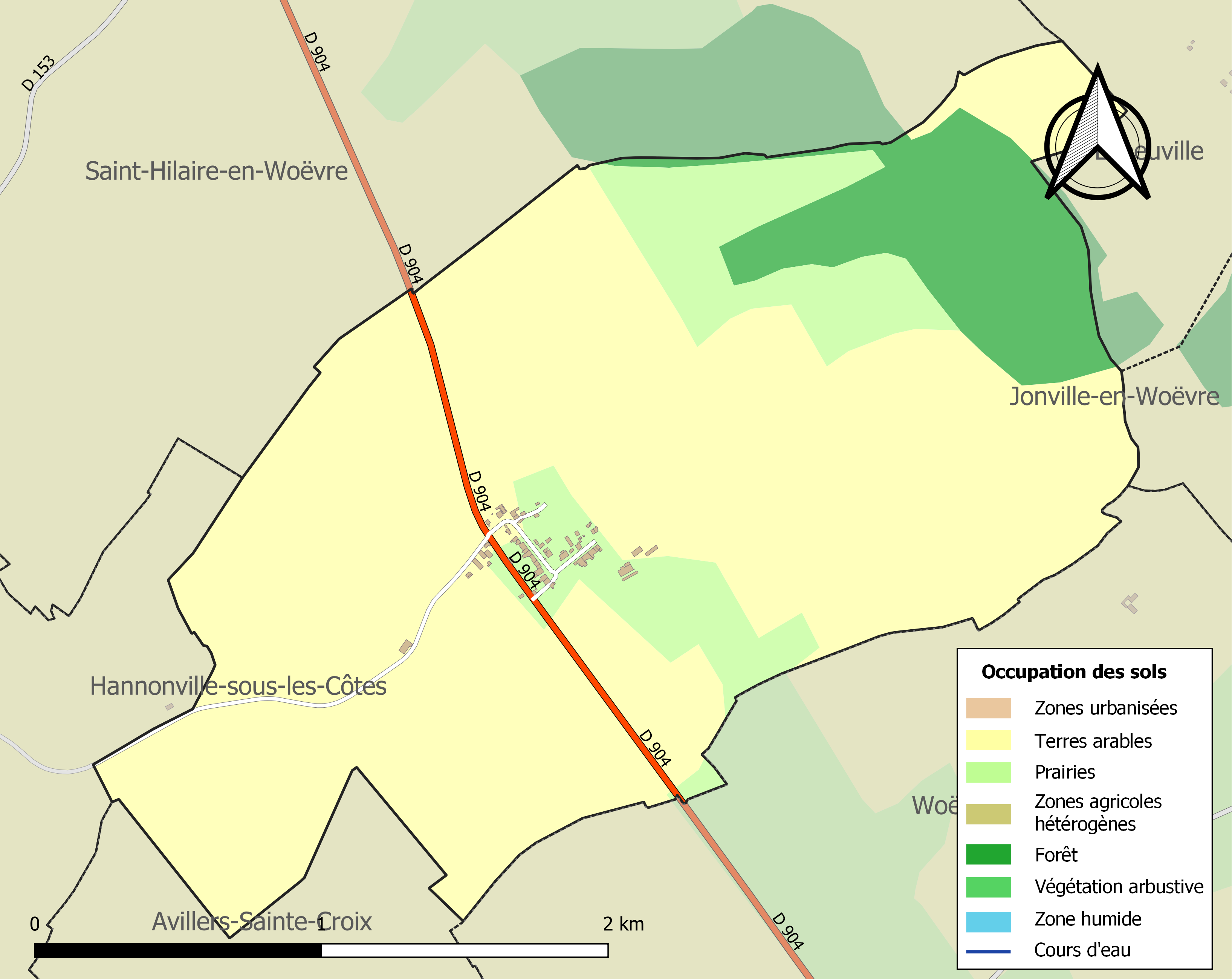
Carte des infrastructures et de l'occupation des sols de la commune en 2018 (CLC).

## Toponymie
Le nom de la localité est attesté sous les formes Dodona-curtis in pago Virdunensi (795) ; « In pago Virdunense sive Wabrinse in loco qui dicitur in Dodonicurte » (812) ; Dodoniscurtis (886) ; Dodonicurtis (895) ; Dodonis-villa ; Doncurt (1060) ; Theonis-curtis (XIe siècle) ; Doncort (1269) ; Doncour (1700) ; Doni-Curia (1738) ; Doncuria (1749) ; Domni-Curia (1756).

La préposition « aux » permet de préciser l'activité humaine qui s'y est développé et rappelle la présence passée des templiers. Aux XIIe siècle, les Chevaliers du temple de Jérusalem s'installent à Doncourt, son territoire est limitrophe de celui de Avillers-Sainte-Croix. Cette proximité lui a valu d'être considérée comme une annexe de la Commanderie templière. La précision « aux Templiers », qui n'apparaît pas avant le XIXe siècle, vient de la présence d'un château qui dépendait de la commanderie.La datation est en partie inexacte: une des premières cartes disponibles, la carte des Naudin (1728-1739), indique Doncourt, sans autres précisions. Par contre, la carte de Cassini (vers 1760) indique le nom actuel  : Doncourt-aux-Templiers. A la Révolution, le complément « aux-Templiers » disparait. Les cartes ultérieures, notamment napoléoniennes, reviennent au nom actuel.

## Histoire
L’ordre des Templiers fût fondé en 1120 et reconnu au royaume de France en 1129. Il fut dissout en 1312 et ses biens reversés pour la plupart aux Hospitaliers de l'ordre de Saint-Jean de Jérusalem (Malte) jusqu’à la Révolution.

Une Commanderie fût installée à Metz vers 1133. L’évêque de Metz céda rapidement, à l’ordre des Templiers, des prieurés bénédictins à Doncourt, Marbotte, Saint-Jean, près d’Étain. Le commandeur de Doncourt avait un château et percevait la dîme conjointement avec les jésuites de l’Université de Pont-à-Mousson. La Commanderie de Doncourt fût reversée aux Hospitaliers à la dissolution des Templiers.  Il y a quelques lieux lorrains où subsistent des édifices ou vestiges de l’ordre des Templiers, essentiellement des chapelles, notamment à Marbotte (Meuse), Libdeau (Toul) et Xugney (Vosges). Les vestiges de Norroy (Vosges) auraient été détruits dans les années 1990.

## Politique et administration
| Période                                  | Période   | Identité                                       | Étiquette | Qualité            |
| ---------------------------------------- | --------- | ---------------------------------------------- | --------- | ------------------ |
| Les données manquantes sont à compléter. |           |                                                |           |                    |
| 1800                                     | 1813      | Joseph Haché                                   |           |                    |
| 1813                                     |           | Hilaire Colnard                                |           |                    |
| mars 2001                                | mars 2008 | Jacqueline Pierre                              |           |                    |
| mars 2008                                | mars 2014 | Jean-Pierre Bernard                            |           |                    |
| mars 2014                                | En cours  | Jean-Luc Pierre Réélu pour le mandat 2020-2026 |           | Ancien agriculteur |

## Population et société

### Démographie

#### Évolution démographique
L'évolution du nombre d'habitants est connue à travers les recensements de la population effectués dans la commune depuis 1793. Pour les communes de moins de 10 000 habitants, une enquête de recensement portant sur toute la population est réalisée tous les cinq ans, les populations de référence des années intermédiaires étant quant à elles estimées par interpolation ou extrapolation. Pour la commune, le premier recensement exhaustif entrant dans le cadre du nouveau dispositif a été réalisé en 2007.

En 2022, la commune comptait 67 habitants, en stagnation par rapport à 2016 (Meuse : −4,4 %, France hors Mayotte : +2,11 %).
| 1793 | 1800 | 1806 | 1821 | 1831 | 1836 | 1841 | 1846 | 1851 |
| ---- | ---- | ---- | ---- | ---- | ---- | ---- | ---- | ---- |
| 215  | 223  | 242  | 284  | 320  | 315  | 331  | 303  | 304  |

| 1856 | 1861 | 1866 | 1872 | 1876 | 1881 | 1886 | 1891 | 1896 |
| ---- | ---- | ---- | ---- | ---- | ---- | ---- | ---- | ---- |
| 302  | 301  | 281  | 263  | 282  | 231  | 224  | 213  | 200  |

| 1901 | 1906 | 1911 | 1921 | 1926 | 1931 | 1936 | 1946 | 1954 |
| ---- | ---- | ---- | ---- | ---- | ---- | ---- | ---- | ---- |
| 196  | 165  | 150  | 135  | 104  | 102  | 103  | 98   | 95   |

| 1962 | 1968 | 1975 | 1982 | 1990 | 1999 | 2006 | 2007 | 2012 |
| ---- | ---- | ---- | ---- | ---- | ---- | ---- | ---- | ---- |
| 101  | 98   | 68   | 70   | 76   | 68   | 69   | 70   | 80   |

| 2017 | 2022 | - | - | - | - | - | - | - |
| ---- | ---- | - | - | - | - | - | - | - |
| 60   | 67   | - | - | - | - | - | - | - |

## Culture locale et patrimoine

### Lieux et monuments
- Église Saint-Maurice, XVIIIe siècle.